# NGC 5168
NGC 5168 је расејано звездано јато у сазвежђу Кентаур које се налази на NGC листи објеката дубоког неба.
Деклинација објекта је - 60° 56' 21" а ректасцензија 13h 31m 7,2s. Привидна величина (магнитуда) објекта NGC 5168 износи 9,1. NGC 5168 је још познат и под ознакама OCL 905, ESO 132-SC10.